# Jan Hulsker

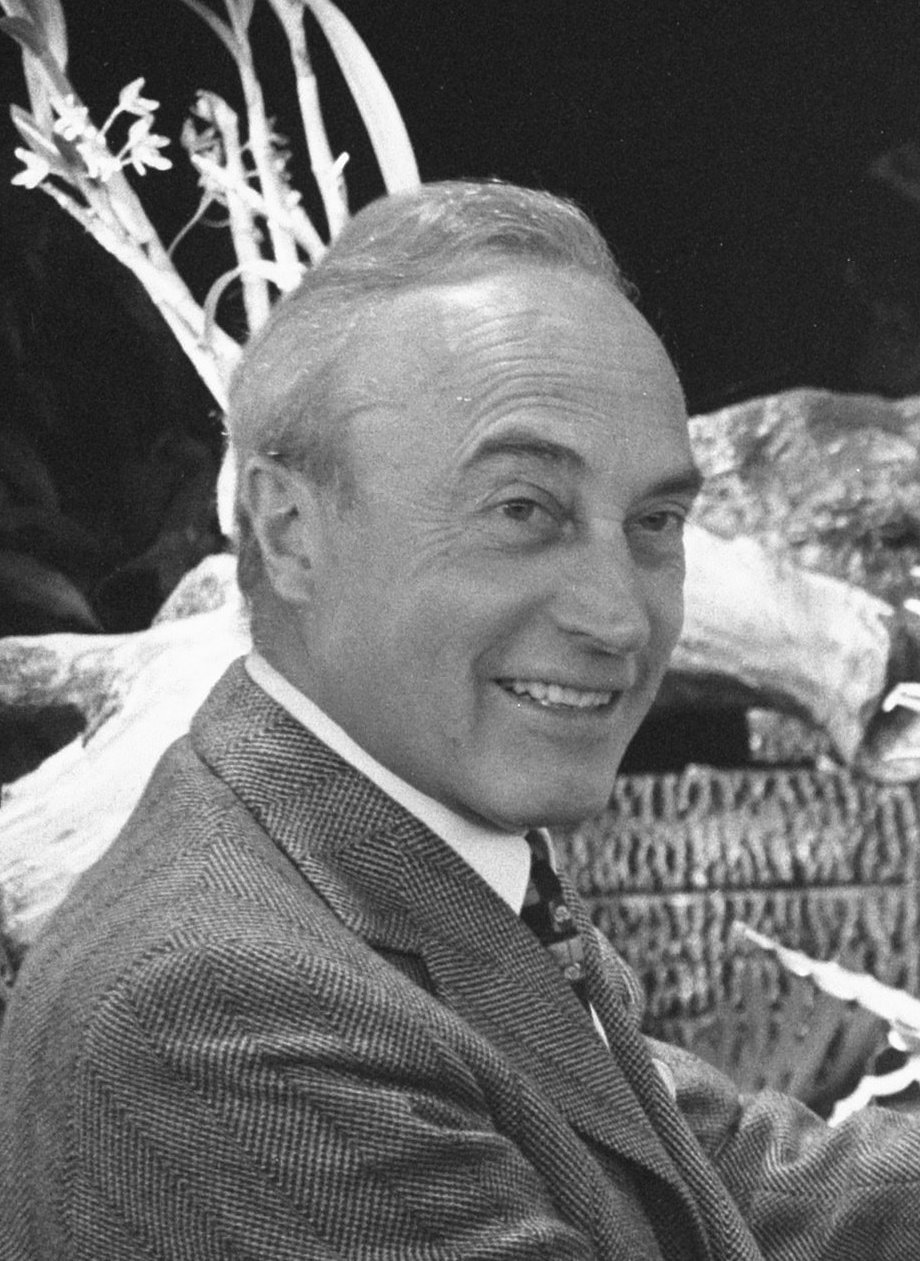
Jan Hulsker (1972)

Jan Hulsker (L'Aia, 2 ottobre 1907 – Vancouver, 9 novembre 2002) è stato uno storico dell'arte olandese specialista di Vincent van Gogh.

## Biografia
Studiò letteratura olandese all'università di Leida e si laureò con una tesi su Aart van der Leeuw. Nel 1953, venne nominato responsabile del Dipartimento artistico dal Ministerie van Cultuur, Recreatie en Maatschappelijk Werk. Nel 1959, divenne direttore generale responsabile della cultura in generale (directeur-generaal voor Culturele Zaken). L'istituzione della Vincent van Gogh Foundation e del Van Gogh Museum di Amsterdam furono tra i suoi compiti principali.
Dagli anni 1950, Hulsker contribuì alle ricerche su van Gogh, concentrandosi sulla datazione della sua corrispondenza. Nel 1973 venne pubblicato lo studio più importante di Hulsker, Van Gogh porta a porta, che non è stato mai tradotto dall'olandese.
Realizzò un catalogo ragionato delle opere di van Gogh, pubblicato nel 1978, rivisto nel 1989 e ancora nel 1996. I suoi numeri di catalogo sono preceduti da JH: così JH1731 si riferisce al dipinto del 1889, olio su tela, Notte stellata (catalogato, in precedenza, da Jacob Baart de la Faille come F612).
Negli anni 1980, Hulsker lasciò i Paesi Bassi per trasferirsi a Vancouver, Columbia Britannica, Canada, dove morì nel 2002.

## Opere
- Jan Hulsker, Vincent and Theo van Gogh; A dual biography. Ann Arbor: Fuller Publications, 1990. ISBN 0-940537-05-2
- Jan Hulsker, The Complete Van Gogh. Oxford: Phaidon, 1980. ISBN 0-7148-2028-8.